# Glenn Tipton
Glenn Tipton (Blackheath, West Midlands, 1947. október 25. –) angol gitáros, a Judas Priest tagja 1974. Tipton az összes nagy Priest-szám szerzője (K. K. Downinggal és Rob Halforddal együtt), valamint producerkedett is az együttes pár lemezén. Játékstílusa markáns és egyedi. Emellett saját gitármodellje is van (Hamer GT).

## Pályafutása
A 40 éves karrierje alatt két szólólemezt is kiadott. Az elsőt 1997-ben Baptizm of Fire címen, melyen olyan vendégzenészek működtek közre többek között, mint Robert Trujillo (Metallica, ex-Ozzy), Cozy Powell (Black Sabbath, Whitesnake, Rainbow stb.), John Entwistle (The Who), Don Airey (Deep Purple, Jethro Tull, Black Sabbath, Rainbow stb.), Billy Sheehan vagy Neil Murray. A rockosabb folytatás pedig 2005-ben érkezett meg Edge of the World címen. Itt a gitározó és éneklő Tiptont John Entwistle basszusgitáros és Cozy Powell dobos kísérte.
2018-tól előrehaladott Parkinson-kórja miatt visszavonult a teljeskörű aktív turnézástól, bár alkalmanként  néhány szám erejéig fellép a Judas Priesttel.
Tiptont a koncerteken Andy Sneap helyettesíti.

## Diszkográfia
Judas Priest
- Rocka Rolla (1974)
- Sad Wings of Destiny (1976)
- Sin After Sin (1977)
- Stained Class (1978)
- Killing Machine/Hell Bent for Leather (1978)
- British Steel (1980)
- Point of Entry (1981)
- Screaming for Vengeance (1982)
- Defenders of the Faith (1984)
- Turbo (1986)
- Ram It Down (1988)
- Painkiller (1990)
- Jugulator (1997)
- Demolition (2001)
- Angel of Retribution (2005)
- Nostradamus (2008)
- Redeenmer Of Souls (2014)
- Firepower (2018)

Szólólemezek
- Baptizm of Fire (1997)
- Edge of the World (2006)